# Reprezentacja Malty w piłce ręcznej kobiet
Reprezentacja Malty w piłce ręcznej kobiet, narodowy zespół piłkarek ręcznych Malty. Reprezentuje swój kraj w rozgrywkach międzynarodowych.